# Xyphosia miliaria
Xyphosia miliaria är en tvåvingeart som först beskrevs av Franz Paula von Schrank 1781.  Xyphosia miliaria ingår i släktet Xyphosia och familjen borrflugor. Arten är reproducerande i Sverige. Inga underarter finns listade i Catalogue of Life.

## Bildgalleri

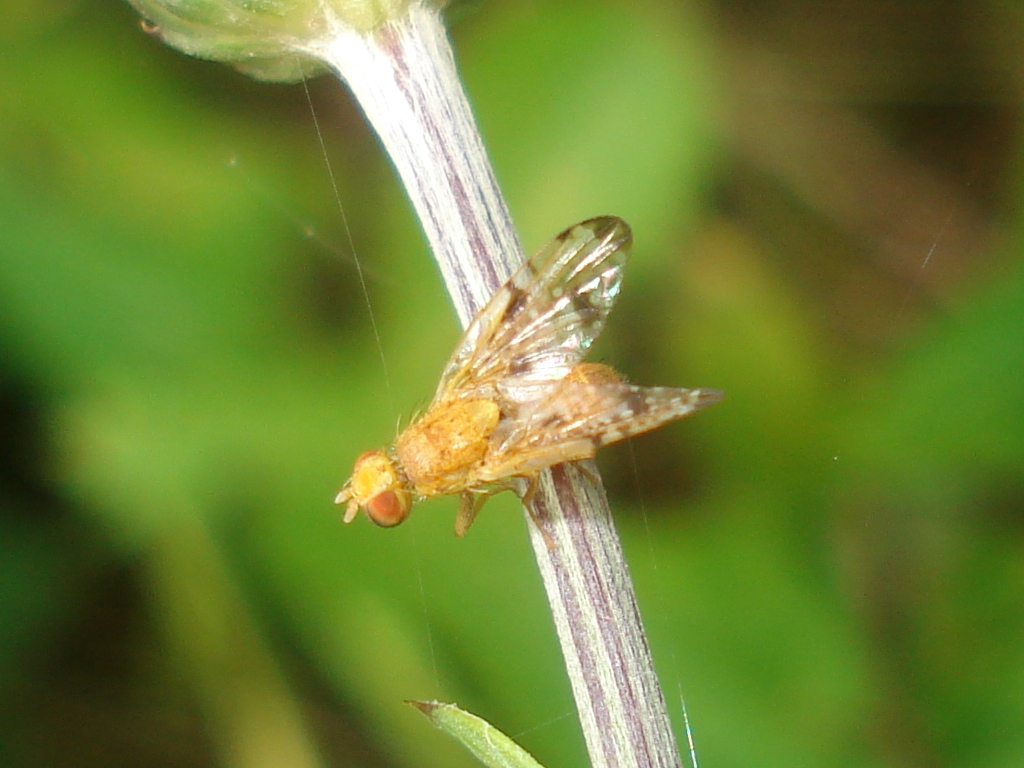
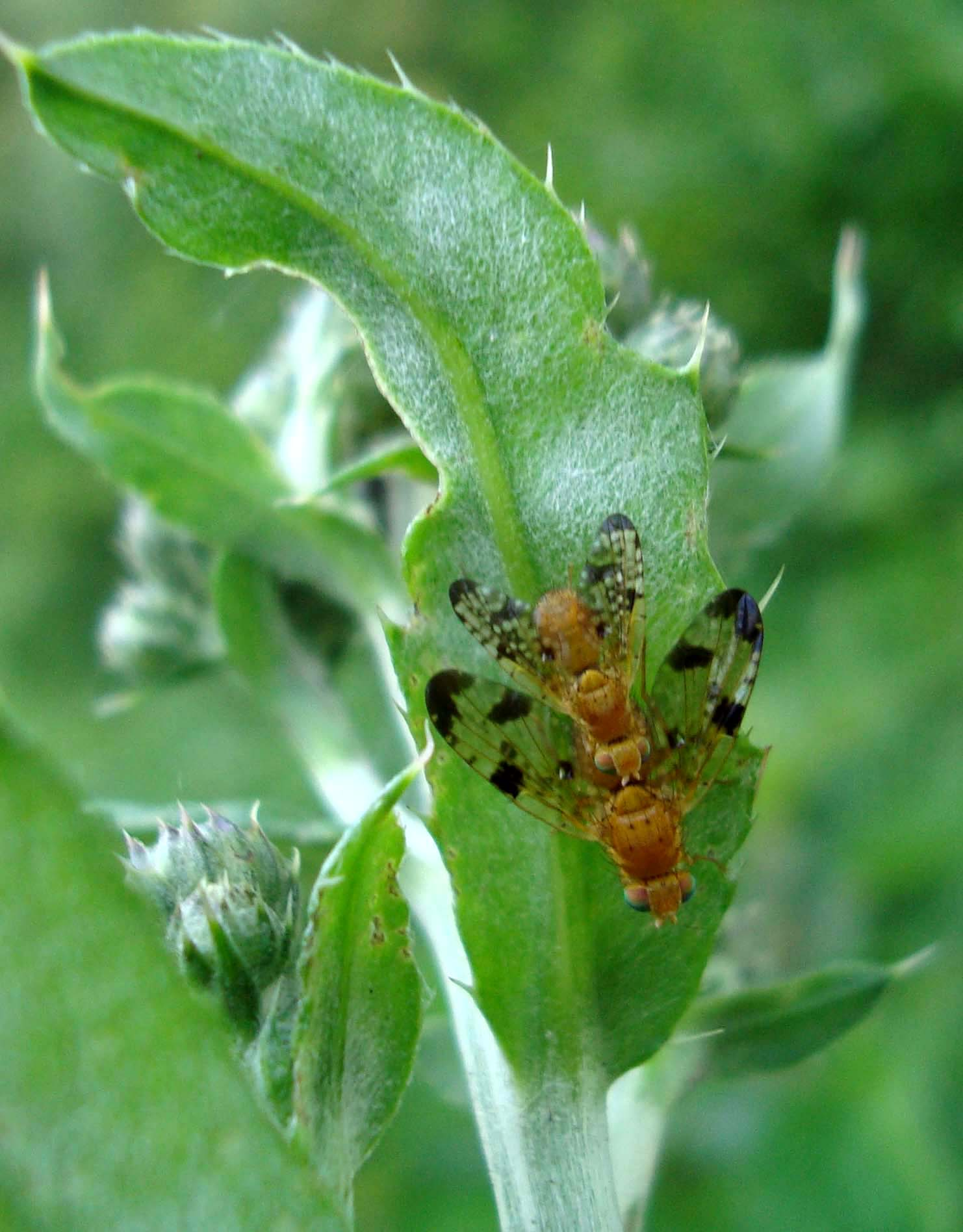
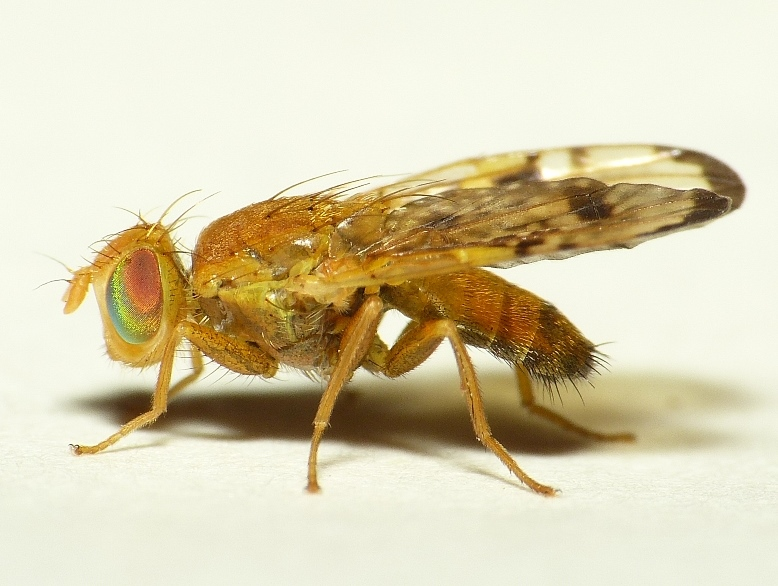
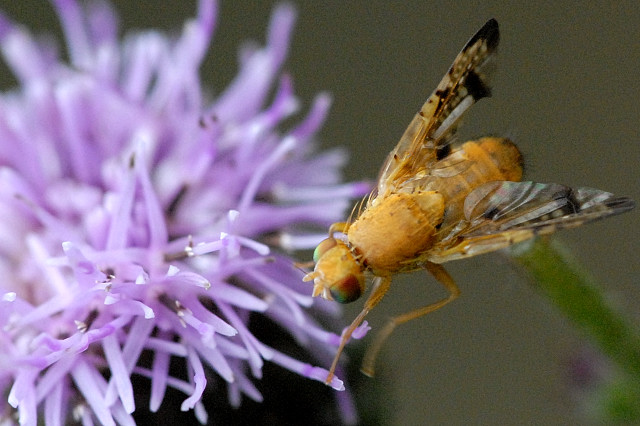
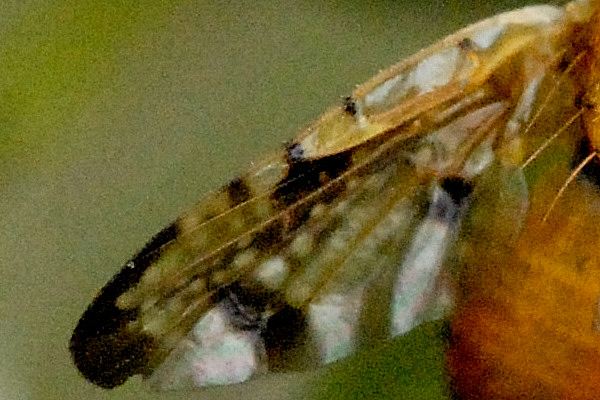
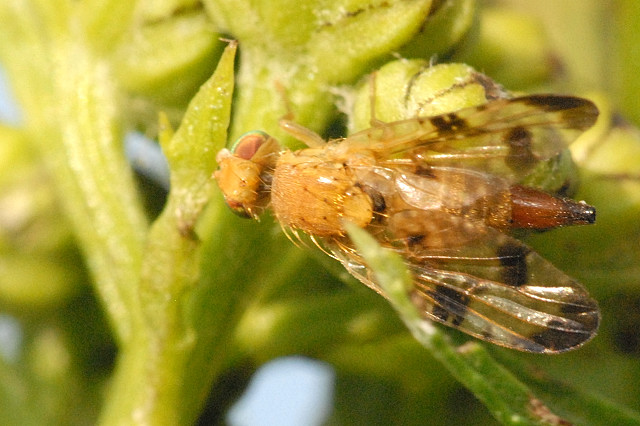